# Hans Plewe
Hans Plewe (* 5. Juni 1875 in Berlin, Kreis Segeberg; † 31. August 1961 in Kleinheubach, Landkreis Miltenberg) war ein deutscher Gewerkschaftsfunktionär und Politiker (USPD bzw. SPD). Er war Mitglied des Provinziallandtages der Provinz Hessen-Nassau (1920–1928) sowie stellvertretendes Mitglied des Preußischen Staatsrats (1926/27–1933).

## Leben
Plewe wurde als Sohn des Arbeiters Bernhard Plewe und dessen Ehefrau Louise Schmidt geboren und kam 1899 von Dresden nach Frankfurt am Main, wo er bis 1918 als Gürtler tätig war. Er engagierte sich in der Politik, wurde Mitglied der SPD. In den Revolutionsjahren 1918/1919 war er Beauftragter des Arbeiterrates im Polizeipräsidium Frankfurt am Main. Von 1920 bis 1928 war er hauptamtlicher Gewerkschaftssekretär in der Bezirksleitung des Deutschen Metallarbeiter-Verbandes (DMV).
Von 1919 bis 1928 verfügte Plewe über ein Mandat im Stadtrat Frankfurt und war hier 1921/1922 Vorsitzender der USPD-Fraktion. Er war 1920 von der SPD zur USPD gewechselt, bevor er 1922 wieder zur vereinigten SPD zurückkehrte. 1920 wurde er als Vertreter des Stadtkreises Frankfurt a. M. in indirekter Wahl in den Nassauischen Kommunallandtag für den preußischen Regierungsbezirk Wiesbaden gewählt, womit er automatisch auch dem Provinziallandtag der preußischen Provinz Hessen-Nassau angehörte und dort in verschiedenen Ausschüssen – so auch im Landesausschuss – tätig war.
Von 1926 oder 1927 bis April 1933 war Plewe stellvertretendes Mitglied des Preußischen Staatsrates für die Provinz Hessen-Nassau. Von 1928 bis 1933 war er als Landesrat bei der preußischen Bezirksregierung Wiesbaden tätig.
Plewe zog 1933 nach Kleinheubach (Unterfranken) um und trat 1937 zur Tarnung in die NSDAP ein. Am 20. Juli 1944 wurde er im Rahmen der Aktion Gitter festgenommen und kam in Würzburg in Haft.